# Beijing Qiche Nanzi Paiqiu Julebu
Il Beijing Qiche Nanzi Paiqiu Julebu (北京汽车男子排球俱乐部S, Běijīng Qìchē Nánzǐ Páiqiú JùlèbùP) è una società pallavolistica cinese con sede a Pechino, militante nel massimo campionato cinese, la Chinese Volleyball Super League.

## Storia
Il Beijing Nanzi Paiqiu Dui viene fondato nel 1956. Con la nascita del professionismo il club prende parte al campionato cinese sin dal 1996. Dopo essere retrocesso nella seconda divisione nazionale, nel 2010 diventa un club professionistico, mutando denominazione in Beijing Qiche Nanzi Paiqiu Julebu, ottenendo subito il ritorno in massima serie. Nella stagione 2011-12 termina il campionato in quarta posizione, perdendo la finale per il terzo posto contro lo Liaoning Nanzi Paiqiu Dui.
Nella stagione 2012-13 ingaggia per la prima volta giocatori stranieri, firmando coi canadesi Steve Brinkman e Frederic Winters ed il cubano-tedesco Salvador Hidalgo, vincendo il primo scudetto della propria storia, battendo in finale il Bayi Nanzi Paiqiu Dui. Nella stagione successiva resta il solo Winters, affiancato dall'italo-belga Wout Wijsmans e per il secondo anno consecutivo il club vince lo scudetto, battendo questa volta in finale lo Shanghai Nanzi Paiqiu Dui.
Dopo il terzo posto del campionato 2014-15, nel campionato seguente arriva ancora una finale, persa contro lo Shanghai Jinse Nianhua Nanzi Paiqiu Julebu.

## Rosa 2015-2016
| N° | Nome            | Ruolo | Data di nascita   | Nazionalità sportiva |
| -- | --------------- | ----- | ----------------- | -------------------- |
| 1  | Wang Jingxing   | C     | 1º dicembre 1979  | Cina                 |
| 2  | He Jingzhao     | C     | 5 luglio 1991     | Cina                 |
| 3  | Hu Xizhao       | C     | 25 febbraio 1993  | Cina                 |
| 4  | Zhao Yi         | P     | 18 giugno 1988    | Cina                 |
| 5  | Zhang Binglong  | S     | 11 settembre 1994 | Cina                 |
| 6  | Thomas Edgar    | S/O   | 21 giugno 1989    | Australia            |
| 7  | Leonel Marshall | S     | 25 settembre 1979 | Cuba                 |
| 8  | Kang Kang       | P     | 21 novembre 1983  | Cina                 |
| 9  | Yang Fan        | C     | 22 agosto 1987    | Cina                 |
| 10 | Zhang Xiurui    | C     | 6 maggio 1992     | Cina                 |
| 11 | Jiang Chuan     | S/O   | 9 agosto 1994     | Cina                 |
| 12 | Wang Chen       | S/O   | 16 novembre 1987  | Cina                 |
| 13 | Liang Chunglong | C     | 1º marzo 1988     | Cina                 |
| 14 | Sun Yubo        | P     | 3 marzo 1990      | Cina                 |
| 15 | Chu Hui         | L     | 11 febbraio 1981  | Cina                 |
| 16 | Shan Qingtao    | S     | 16 gennaio 1986   | Cina                 |
| 17 | Liu Libin       | S     | 16 febbraio 1995  | Cina                 |
| 18 | Zhang Zhendong  | L     | 17 settembre 1993 | Cina                 |
| 19 | Chen Yang       | C     | 3 giugno 1987     | Cina                 |
| 20 | Yin Jie         | S     | 7 giugno 1996     | Cina                 |

## Palmarès
- Campionato cinese: 2

2012-13, 2013-14

## Denominazioni precedenti
- 1956-2010: Beijing Nanzi Paiqiu Dui